# 吉田鋼太郎
吉田 鋼太郎（よしだ こうたろう、1959年1月14日 - ）は、日本の俳優、演出家。本名同じ。
大阪府生まれ、東京都日野市出身。ホリプロ・ブッキング・エージェンシー所属。

## 来歴
小学生時代の6年間を大阪で過ごし、日野市で育つ。日野市立日野第三中学校卒業後、全寮制の聖パウロ学園高等学校に進学。高校在学中に劇団雲のシェイクスピア喜劇『十二夜』を見て役者を志す。上智大学文学部ドイツ文学科在学中、シェイクスピア研究会公演『十二夜』で初舞台を踏む。同大学中退。
劇団四季には6か月在団し、シェイクスピア・シアター、劇工房ライミング、東京壱組を経て、1997年に演出家栗田芳宏と共に劇団AUNを結成、演出も手がける。シェイクスピアやギリシア悲劇など、海外古典作品に要求される演技をこなせる役者として重宝され、蜷川幸雄が手がけた作品の常連であった。
2013年に『半沢直樹』で半沢の上司役、2014年に『花子とアン』で実業家の伊藤伝右衛門をモデルとする嘉納伝助役を演じる。これらの演技が注目されて映像作品への出演が一躍増え、『東京センチメンタル』では初の主演となる。2016年10月に蜷川幸雄の後継として『彩の国シェイクスピア・シリーズ』の2代目芸術監督に就任する。
プライベートでは、事実婚（1回）を含め4回結婚をしている。2016年1月1日に22歳年下の一般女性と結婚、2017年2月に結婚式を催した。子どもは2度目の妻との間に第一子となる男児（長男）を儲けている。2021年3月5日、第二子となる女児（長女）が誕生したことを報告。2025年1月27日に第三子となる女児（次女）が誕生した。

## 出演

### 舞台
- ブラッド・ブラザーズ（1991年 - 1992年、1995年、演出：グレン・ウォルフォード）
- 火男の男 (1993年、作：原田宗典、演出：大谷亮介）
- チャフラフスカの犬 (1994年、作：原田宗典、演出：大谷亮介）
- もう大丈夫（1994年、作：大谷薫平、演出：大谷亮介）
- 違うチャフラフスカの犬 (1995年、作：原田宗典、演出：大谷亮介）
- 分からない国 (1995年、作：原田宗典、演出：大谷亮介）※再演版
- グローブ座カンパニー ヘンリー四世（1998年、演出：山崎清介）
- T factrory（第三エロチカ）『ロスト・バビロン』（1999年、作・演出：中越司）
- 奇跡の人（2000年・2003年、演出：鈴木裕美）
- T factrory（第三エロチカ）『わらの心臓』（2000年、作・演出：川村毅）
- グリークス（2000年、演出：蜷川幸雄）
- シェイクスピア・シアター ハムレット（2001年、演出：出口典雄）
- グローブ座カンパニー リチャード二世（2001年、演出：山崎清介）
- オイディプス王（2002年、演出：蜷川幸雄）
- ノイズ・オフ（2002年、演出：宮田慶子）
- ハムレット（2003年、演出：ジョナサン・ケント）
- タイタス・アンドロニカス（2004年・2006年、演出：蜷川幸雄） ※主演
- 喪服の似合うエレクトラ（2004年、演出：栗山民也）
- 悪魔の唄（2005年、作・演出：長塚圭史）
- メディア（2005年、演出：蜷川幸雄）
- 天保十二年のシェイクスピア（2005年、作：井上ひさし、演出：蜷川幸雄）
- オレステス（2006年、演出：蜷川幸雄）
- コリオレイナス（2007年、演出：蜷川幸雄）
- Innocent Sphere『獅子吼〜シンハナーダ〜』（2007年、作・演出：西森英行）
- オセロー（2007年、演出：蜷川幸雄） ※主演
- リア王（2008年、演出：蜷川幸雄）
- MIDSUMMER CAROL ガマ王子 vs ザリガニ魔人（2008年、作：後藤ひろひと、演出：G2） - 大貫 役
- sisters（2008年、作・演出：長塚圭史）
- から騒ぎ（2008年、演出：蜷川幸雄）
- ムサシ（2009年 - 2010年・2013年・2014年・2018年、作：井上ひさし、演出：蜷川幸雄） - 柳生宗矩 役
- 江戸の青空〜Keep On Shakin'〜（2009年、演出：G2）
- ワルシャワの鼻（2009年、作：生瀬勝久 演出：水田伸生）
- 海をゆく者（2009年・2014年、演出：栗山民也）
- ヘンリー六世（2010年、演出：蜷川幸雄）
- 黙阿彌オペラ（2010年、作：井上ひさし、演出：栗山民也）
- タンゴ-TANGO-（2010年、演出：長塚圭史）
- 時計じかけのオレンジ（2011年、演出：河原雅彦）
- リタルダンド（2011年、演出：G2） ※主演
- アントニーとクレオパトラ（2011年、演出：蜷川幸雄） ※主演
- シンベリン（2012年、演出：蜷川幸雄）
- しみじみ日本・乃木大将（2012年、作：井上ひさし、演出：蜷川幸雄）
- こどもの一生（2012年、作：中島らも、演出：G2）
- ヘンリー四世（2013年、演出：蜷川幸雄） ※主演
- カッコーの巣の上で（2014年、演出：河原雅彦） - スパヴィ 役
- ジュリアス・シーザー（2014年、演出：蜷川幸雄） - キャシアス 役
- DEATH NOTE THE MUSICAL（2015年、作曲：フランク・ワイルドホーン、演出：栗山民也） - リューク 役
- ビリー・エリオット〜リトル・ダンサー〜（2017年、演出：スティーヴン・ダルドリー、音楽：エルトン・ジョン） - ビリーの父 役
- アテネのタイモン（2017年、演出：吉田鋼太郎）- 主演 タイモン 役
- シラノ・ド・ベルジュラック（2018年5月、上演台本：マキノノゾミ　鈴木哲也、演出：鈴木裕美） - 主演・シラノ 役
- ヘンリー五世（2019年2月、演出：吉田鋼太郎） - 説明 役（コーラス）
- アジアの女（2019年9月、作：長塚圭史、演出：吉田鋼太郎） - 一ノ瀬 役
- ヘンリー八世（2020年2月･2022年9月、演出：吉田鋼太郎）- ウルジー枢機卿 役
- ジョン王（2020年6月、演出：吉田鋼太郎）- フランス王 役 *中止
- スルース〜探偵〜 （2021年1月、作：ハロルド・ピンター、演出：吉田鋼太郎） - アンドリュー・ワイク 役
- 終わりよければすべてよし（2021年5月、演出：吉田鋼太郎）- フランス王 役
- ムサシ（2021年8月、作：井上ひさし、オリジナル演出：蜷川幸雄、演出：吉田鋼太郎） - 柳生宗矩 役
- ミュージカル「ブラッド・ブラザーズ」（2022年3月、演出：吉田鋼太郎）
- ハリー・ポッターと呪いの子（2022年6月- ）- ルード・バグマン 役（声の出演のみ）[9]
- ジョン王（2022年12月-2023年2月、演出：吉田鋼太郎）- フィリップ2世（東京公演）役およびジョン王役（埼玉・愛知・大阪公演）[10][11]
- ハムレット（2024年5月、演出：吉田鋼太郎） - クローディアス 役[12]
- マクベス（2025年5月、演出：吉田鋼太郎） - 魔女 役[13]

### テレビドラマ
- 子供が見てるでしょ! 第4話「オトコはみんな…」（1985年11月1日、TBS） - 客 役
- ママはアイドル！ 第3話「初夜物語」（1987年4月28日、TBS）- レコーディングディレクター 役
- 大河ドラマ（NHK総合）
  - 徳川慶喜（1998年） - 近江屋作兵衛 役
  - 風林火山（2007年） - 津田監物 役
  - 真田丸（2016年） - 織田信長 役
  - 麒麟がくる（2020年）- 松永久秀 役
- 手の上のシャボン玉（2006年、日本テレビ）
- ギルティ 悪魔と契約した女（2010年、関西テレビ） - 宇喜田元 役
- 卒業ホームラン（2011年3月23日、テレビ東京） - 田島 役
- マルモのおきて 第6話（2011年5月29日、フジテレビ） - 伊達ちゃん 役
- 絶対零度〜未解決事件特命捜査〜 Special（2011年7月8日、フジテレビ） - 板東良平 役
- 相棒 Season 10 第1話「贖罪」（2011年10月19日、テレビ朝日） - 大森誠志郎 役
- 運命の人（2012年1月 - 3月、TBS） - 毎朝新聞/主筆・久留 役
- クルマのふたり〜TOKYO DRIVE STORIES 第8話「白いドレスの女」（2012年2月4日、TwellV） - 石川恒彦 役
- 妄想捜査〜桑潟幸一准教授のスタイリッシュな生活 第6話 （2012年2月26日、テレビ朝日） - 敷島悟教授 役
- O-PARTS〜オーパーツ〜（2012年2月27日 - 3月1日、フジテレビ） - 九頭見一歩 役
- 鍵のかかった部屋 第7話（2012年5月28日、フジテレビ） - 西野真之 役
- 深夜も踊る大捜査線 THE FINAL（2012年9月、フジテレビ） - 川村由紀夫 役
- カラマーゾフの兄弟（2013年1月 - 3月、フジテレビ） - 黒澤文蔵（父）役
- 謎解きはディナーのあとで スペシャル 船上探偵・影山 CASE4 秘め事には暗号をお使いください（2013年8月2日、フジテレビ）
- 土曜ドラマ（NHK総合）
  - 七つの会議（2013年7月 - 8月） - 八角民夫 役
  - ロング・グッドバイ（2014年4月 - 5月） - 遠藤弁護士 役
- 半沢直樹 第2部（2013年8月 - 9月、TBS） - 内藤寛 役
- 刑事吉永誠一 涙の事件簿 第5話（2013年11月8日、テレビ東京） - 黒田竜彦 役
- 星新一ミステリーSP 「程度の問題」（2014年2月15日、フジテレビ） - W氏 役
- その日のまえに（2014年3月23・30日、NHK BSプレミアム） - 石川茂 役
- 連続テレビ小説（NHK総合）
  - 花子とアン（2014年） - 嘉納伝助 役
  - あんぱん（2025年） - 朝田釜次 役[14]
- MOZU Season1〜百舌の叫ぶ夜〜（2014年4月 - 6月、TBS） - 中神甚 役 
  - MOZUスピンオフ 大杉探偵事務所 - 中神連 役
    - 美しき標的編（2015年11月2日、TBS / 2015年11月8日、WOWOW）
    - 砕かれた過去編（2015年11月15日、WOWOW / 2015年12月14日、TBS）
- トクボウ 警察庁特殊防犯課 第6話 - 最終話（2014年5月8日 - 6月26日、読売テレビ） - 鶴井浩二 役
- 世にも奇妙な物語'14秋の特別編「未来ドロボウ」（2014年10月18日、フジテレビ） - 主演・大葉國正 役
- すべてがFになる（2014年10月 - 12月、フジテレビ） - 西之園捷輔 役
- 東京センチメンタル（テレビ東京） - 主演・久留里卓三 役
  - 特別ドラマ（2014年12月30日）
  - ｢ドラマ24｣東京センチメンタル（2016年1月16日 - 4月19日）[15]
  - 東京センチメンタルSP〜千住の恋〜（2017年1月3日）
  - 東京センチメンタルSP〜御茶ノ水の恋〜（2018年3月30日）
- ウロボロス〜この愛こそ、正義。（2015年1月 - 3月、TBS） - 三島薫 役
- 連続ドラマW（WOWOW）
  - 贖罪の奏鳴曲（2015年1月24日 - 2月14日） - サングラスの男 役
  - 太陽は動かない－THE ECLIPSE－（2020年5月24日 - 6月28日） - 永島徹 役
- クロハ〜機捜の女性捜査官〜（2015年2月22日、テレビ朝日） - 國枝正典 役
- 刑事7人（テレビ朝日） - 片桐正敏 役
  - 第1シリーズ（2015年7月15日 - 9月9日）[16]
  - 第2シリーズ（2016年7月13日 - 9月14日）[17]
  - 第3シリーズ（2017年7月12日 - 9月13日）
  - 第4シリーズ（2018年7月11日 - 9月12日）
  - 第5シリーズ（2019年7月10日 - 9月18日）
  - 第6シリーズ（2020年8月5日 - 9月30日）
  - 第7シリーズ（2021年7月7日 - 9月15日）
  - 第8シリーズ（2022年7月13日 - 9月14日）[18]
  - 第9シリーズ（2023年6月7日 - 8月9日）[19]
- リスクの神様（2015年7月 - 9月、フジテレビ） - 坂手光輝 役
- 経世済民の男 第三部『鬼と呼ばれた男〜松永安左エ門』（2015年9月19日、NHK名古屋） - 主演・松永安左エ門 役[20]
- アンフェア the special - ダブル・ミーニング 連鎖（2015年9月15日、フジテレビ） - 特捜部長 役
- 水曜ミステリー9「お助け司法書士! 会津若松“後妻業”殺人〜遺産トラブル編〜」（2015年12月9日、テレビ東京） - 江木勇三 役
- ゆとりですがなにか（2016年4月17日 - 6月19日、日本テレビ） - 麻生厳 役[21]
  - ゆとりですがなにか 純米吟醸純情編（2017年7月2日・9日、日本テレビ）
- トットてれび（2016年4月30日 - 6月18日、NHK総合） - 森繁久彌 役[22]
- 好きな人がいること（2016年7月 - 9月、フジテレビ） - 東村了 役[23]
- 百合子さんの絵本 〜陸軍武官・小野寺夫婦の戦争〜（2016年7月30日、NHK総合） - 原島浩 役
- 模倣犯（2016年9月21日・22日、テレビ東京） - 木田隆夫 役[24]
- THE LAST COP/ラストコップ 第1話（2016年10月8日、日本テレビ） - 相良虎徹 役
- ドクターX〜外科医・大門未知子〜 第4期（2016年10月13日 - 12月22日、テレビ朝日） - 西園寺猛司 役[25]
- おっさんずラブ（テレビ朝日） - 黒澤武蔵 役
  - 年の瀬変愛ドラマ『おっさんずラブ』（2016年12月30日）[26]
  - おっさんずラブ（2018年4月21日 - 6月2日）[27]
  - おっさんずラブ -in the sky-（2019年11月2日 - 12月21日）[28]
  - おっさんずラブ -リターンズ-（2024年1月5日 - 3月1日）[29][30]
- アオゾラカット（2017年3月15日、NHK BSプレミアム / 2018年5月6日、NHK-G） - 川村吾郎 役[31]
- ドラマ特別企画「がん消滅の罠〜完全寛解の謎〜」（2018年4月2日、TBS） - 榊原一成 役
- 金曜プレミアム　芸能生活35周年特別企画「船越英一郎殺人事件」（2018年8月24日、フジテレビ） - 吉田鋼太郎（本人役）[32]
- 今日から俺は!!（2018年10月14日 - 12月16日、日本テレビ） - 三橋一郎 役[33]
  - 金曜ロードSHOW!「映画公開記念!!今日から俺は!!スペシャル」（2020年7月17日）
- 部活、好きじゃなきゃダメですか?（2018年10月23日 - 12月25日、日本テレビ） - 上田 役
- NHK正月時代劇 家康、江戸を建てる 後編（2019年1月3日、NHK） - 後藤徳乗 役
- THE GOOD WIFE / グッドワイフ（2019年1月13日 - 3月17日、TBS） - 脇坂博道 役[34]
- ドラマスペシャル 死命〜刑事のタイムリミット〜（2019年5月19日、テレビ朝日） - 主演・蒼井凌 役[35]
- 緊急取調室 3rd SEASON 第9 - 10話（2019年6月13日 - 20日、テレビ朝日） - 染谷巌 役
- スーパープレミアム「柳生一族の陰謀」（2020年4月11日、NHK BSプレミアム） - 主演・柳生宗矩 役
- SUITS/スーツ2（2020年4月13日 - 10月19日、フジテレビ） - 上杉一志 役
- ほんとにあった怖い話 2020特別編「探偵の手記」（2020年10月31日、フジテレビ） - 市川守 役 *延期
- DOCTORS〜最強の名医〜 2021新春スペシャル（2021年1月10日、テレビ朝日） - 三田沢和久 役
- でっけぇ風呂場で待ってます（2021年1月26日 - 4月5日、日本テレビ） - 鵬護（おおとり まもる）役
- 桜の塔（2021年4月15日 - 6月10日、テレビ朝日） - 権藤秀夫 役
- 日本沈没-希望のひと-（2021年10月10日 - 、TBS） - 天海衛 役
- 忠臣蔵狂詩曲No.5 中村仲蔵 出世階段（2021年12月4日・11日、NHK BSプレミアム・BS4K） - 鵜蔵 役
- おいハンサム!!（2022年1月8日 - 2月26日、東海テレビ・フジテレビ） - 主演・伊藤源太郎 役[36]
  - おいハンサム!!2（2024年4月6日 - 5月25日、東海テレビ・フジテレビ）[37]
- 監察の一条さん（2022年6月29日、テレビ朝日） - 主演・一条善太郎 役[38]
- 善人長屋（2022年7月8日 - 8月26日、NHK BSプレミアム・BS4K） - 儀右衛門 役[39]
- unknown（2023年4月18日 - 6月13日、テレビ朝日） - 闇原海造 役[40]
- GO HOME〜警視庁身元不明人相談室〜（2024年7月13日 - 9月28日、日本テレビ） - 利根川譲治 役[41]
- 全領域異常解決室 第6話（2024年11月13日、フジテレビ）[42] - 大隈邦男 役[43]
- となりのナースエイドSP2025（2025年1月11日、日本テレビ） - 大須賀学 役[44]

### 映画
- 守護天使（2009年、佐藤祐市監督） - 麻雀荘「ろん」店長 役
- シュアリー・サムデイ（2010年、小栗旬監督） - 組長・亀頭 役
- ワイルド7（2011年、羽住英一郎監督） - 桐生圭吾 役
- ヘルタースケルター（2012年、蜷川実花監督）
- 相棒 -劇場版III- 巨大密室! 特命係 絶海の孤島へ（2014年、和泉聖治監督） - 栗山朔太郎 役
- トリック劇場版 ラストステージ （2014年、堤幸彦監督） - 山本支社長 役
- 暗殺教室（2015年、羽住英一郎監督）
- THE NEXT GENERATION -パトレイバー- 首都決戦（2015年、押井守監督） - 小野寺 役
- 新宿スワン（2015年、園子温監督） - 天野会長 役
  - 新宿スワンII（2017年）
- アンフェア the end（2015年、佐藤嗣麻子監督） - 特捜部長 役
- のぞきめ（2016年、三木康一郎監督） - 四十澤想一 役[45]
- 帝一の國（2017年、永井聡監督） - 赤場譲介 役[46]
- ちょっと今から仕事やめてくる（2017年、成島出監督） - 山上守 役 [47]
- 三度目の殺人（2017年、是枝裕和監督） - 摂津大輔 役[48]
- ミックス。（2017年、石川淳一監督） - 山下誠一郎 役
- 嘘を愛する女（2018年、中江和仁監督） - 海原匠 役
- ラブ×ドック（2018年、鈴木おさむ監督） - 淡井淳治 役
- OVER DRIVE（2018年、羽住英一郎監督） - 都筑一星 役
- 劇場版 ファイナルファンタジーXIV 光のお父さん （2019年6月19日公開、野口照夫監督） - 主演・岩本暁 役 ※坂口健太郎とダブル主演[49][50]
- 劇場版 おっさんずラブ 〜LOVE or DEAD〜（2019年8月23日公開、瑠東東一郎監督） - 黒澤武蔵 役[51]
- カイジ ファイナルゲーム（2020年1月10日公開、佐藤東弥監督） - 黒崎義裕 役[52]
- 今日から俺は!!劇場版（2020年7月17日公開、福田雄一監督） - 三橋一郎 役[53]
- 孤狼の血 LEVEL2（2021年8月20日公開、白石和彌監督） - 綿船陽三 役[54]
- CUBE 一度入ったら、最後（2021年10月22日、監督：清水康彦） - 安東和正 役[55]
- 極主夫道 ザ・シネマ（2022年6月3日公開、瑠東東一郎監督） - 近藤 役[56][57]
- ゆとりですがなにか インターナショナル（2023年10月13日公開、水田伸生監督） - 麻生厳 役[58]
- 劇場版 君と世界が終わる日に FINAL（2024年1月26日公開、菅原伸太郎監督） - 西条玄 役[59]
- 映画 おいハンサム!!（2024年6月21日公開、山口雅俊監督） - 主演・伊藤源太郎 役[37]
- まる（2024年10月18日公開、荻上直子監督） - 秋元洋治 役[60]
- 【推しの子】-The Final Act-（2024年12月20日公開、スミス監督） - 斉藤壱護 役[61]
- ショウタイムセブン（2025年2月7日公開、渡辺一貴監督） - 東海林剛史 役[62]
- 事故物件ゾク 恐い間取り（2025年7月25日公開、中田秀夫監督） - 藤吉清 役[63]

### バラエティー
- サンドウィッチマン&芦田愛菜の博士ちゃん（2021年4月10日、テレビ朝日）[64]

- 徹子の部屋（2021年7月7日、2024年4月11日、テレビ朝日）[65]

### Web配信ドラマ
- 田中圭24時間テレビ（2018年12月15日 - 16日、AbemaSPECIAL2） - 謎の秘書 役[66][67]
- 全裸監督（2019年8月8日、Netflix）- 中井寛司 役[68]
- 【推しの子】（2024年11月28日 - 12月5日、Amazon Prime Video） - 斉藤壱護 役[61]

### 劇場アニメ
- くるみ割り人形（2014年、増田セバスチャン監督） - 王様 役
- 映画ドラえもん のび太の月面探査記（2019年、八鍬新之介監督） - ディアボロ 役[69]
- ドラゴンクエスト ユア・ストーリー（2019年、山崎貴監督） - ゲマ 役
- ルパン三世 THE FIRST（2019年、山崎貴監督） - ランベール 役
- 劇場版 新幹線変形ロボ シンカリオン 未来からきた神速のALFA-X（2019年、池添隆博監督） - オハネフ 役[70]
- 果てしなきスカーレット（2025年11月21日公開予定、細田守監督） - ヴォルティマンド 役[71]

### ゲーム
- 二ノ国II レヴァナントキングダム（2018年） - ガットー 役

### 吹き替え
- ラスト サムライ（2005年、VHS・DVD・BD） - ゼブロン・ガント軍曹：ビリー・コノリー
- トラブル・ノー・モア（2018年、NHK BSプレミアム） - 宣教師：マイケル・シャノン

### ラジオ
- 青春アドベンチャー（NHK-FM）
  - 都立高校独立国（1993年）
  - BANANA FISH（1994年） - 李王龍
  - 平成トム・ソーヤー（1994年） - スウガク
  - ブラジルから来た少年（1996年） - リーベルマン

### 教養番組
- 所さん!事件ですよ（2014年8月21日、NHK総合） - ナレーション
- 所さん!大変ですよ（2014年12月26日・2015年4月2日 - 、NHK総合） - ナレーション
- SWITCHインタビュー 達人達（2015年4月11日、NHK Eテレ） - 舞台音楽家宮川彬良と対談
- BS民放5局開局15周年共同特別番組「バック・トゥ・ザ21世紀〜気づけば未来があふれてた〜」（2015年12月 - 2016年1月、BS日テレ・BS朝日・BS-TBS・BSジャパン・BSフジ）- 総合司会[72]
- 超実話ミステリー（2016年7月6日、2017年1月6日、テレビ朝日） - MC[73]
- SONGS SEIKO MATSUDA 〜SEIKOのJAZZワンダーランド〜（2017年3月30日、NHK総合） - ナビゲーター[74]
- 吉田鋼太郎の大平成史（2018年10月6日・13日、テレビ朝日） - ナビゲーター[75]
- 謎の天才・フェルメールの罠〜名画に隠された世紀のトリック〜（2018年11月2日、フジテレビ） - MC[76]
- いまこそ、シェイクスピア（2021年5月15日、NHK BSプレミアム）[77]
- 決戦！タイムリミット「芥川賞・直木賞舞台裏スペシャル」（2021年9月4日、NHK BSプレミアム） - プレゼンター[78]

### CM
- 日清ラ王（2014年10月 - ）
- ソフトバンクモバイル 白戸家シリーズ （2015年）[79]
- サントリー食品インターナショナル
  - BOSS「地球調査シリーズ」
    - 『Pepper（職場）』篇（2015年2月3日 - ）- トミー・リー・ジョーンズ、北大路欣也と共演[80]
    - 『Pepper（家庭）』篇（2015年2月9日 - ）- トミー・リー・ジョーンズ、北大路欣也と共演[80]
- マーベラス RPG『剣と魔法のログレス いにしえの女神』（2015年9月）[81]
- 江崎グリコ バンホーテンチョコレート（2016年1月 - ） - 仲間由紀恵と共演[82][83]
- アサヒビール
  - もぎたて
    - 『24時間以内への挑戦篇』（2016年4月5日 - ） - 大泉洋、菜々緒と共演[84][85]
    - 『止まらない ノンストップ搾汁篇』（2016年6月21日 - ） - 大泉洋、菜々緒と共演[86]
    - 『飲み比べ篇』（2016年8月30日 - ） - 大泉洋、菜々緒と共演[87]
    - 『次の果実を探して篇』（2016年11月7日 - ） - 大泉洋、菜々緒と共演[88]
    - 「想像を超える、『もぎたて』の味へ篇」（2017年4月4日 - ） - 大泉洋、菜々緒と共演[89]
    - 『圧倒的な、もぎたて感篇』（2017年7月4日 - ） - 大泉洋、菜々緒と共演[90]

  - クリアアサヒ クリアセブン「心から愛せる7％篇』（2018年7月3日 - ） - 坂口健太郎と共演[91]
- パナソニック 「Panasonic リフォーム」（2016年）[92]
- ミツカン 鍋つゆ・こなべっち（2016年）
- Y!mobile「ズキュン！1980（ワンキュッパ）」シリーズ
  - 『登場』篇、『はじまる』篇（2017年6月1日 - ）[93]
  - 『英語にズキュン！』篇（2017年9月9日 - ）[94]
- JapanTaxi（2018年11月 - ） - 温水洋一と共演[95]
- スズキ「ソリオ」（2019年2月 - ） - 父 役[96]
- ブルボン プチシリーズ
  - 「プチって何だ篇」(2019年) - 志田未来と共演[97]
  - 「BIGチャレンジ篇」(2020年) - ねおと共演
- レナウン D'URBANブランド誕生50周年イメージキャラクター（2019年）
- 小林製薬 スピード®ブレスケア（2019年7月12日 - 9月30日） - 天空不動産東京第二営業所部長・黒澤武蔵 役 ※『劇場版 おっさんずラブ 〜LOVE or DEAD〜』とのコラボ企画。期間限定CM[98]
- ソニー損害保険「医療保険SURE（シュア）」『よほどの理由』篇、『十分なきっかけ」篇、「保険料が一生上がらない』篇（2019年9月17日 - ）[99]
- 脳を鍛える大人の Nintendo Switchトレーニング（2019年12月） - 沢口靖子と共演[100]
- 17 Live
  - 「『17 Live』 大人の放課後 登場篇」（2020年2月22日 - ）[101]
  - 「『17 Live』 神アプリ篇 登場篇」（2020年2月22日 - ）[101]
  - 「『17LIVE』ライブなパパ篇」（2020年10月3日 - ）- 生見愛瑠と共演[102]
  - 「『17LIVE』ライブなムスメ篇」（2020年10月3日 - ）- 生見愛瑠と共演[102]
- SKYSEA Client View
  - 「見える化篇」（2020年6月） - 藤原竜也と共演[103]
  - 「名刺情報は会社の重要資産」篇（2022年 - ） - 大貫勇輔と共演[104]
- ファンケル
  - 健康数値サポートシリーズ「血圧サポート」『取締り』篇（2020年10月 - ）[105][106]
  - 「ほっとけない健康ニュースリモートワーク篇」（2020年10月 - ）※ WEB限定CM。佐藤二朗と共演[107]
- 三菱パワー「サステナブルドッグ編」（2020年12月 - ） - 茅島みずきと共演
- ファミリーマート創立40周年記念アンバサダー（2021年3月 - ） - 玉木宏、八木莉可子と共演
- sumika 3rdアルバム『AMUSIC』 - CMキャラクター（2021年3月）[108]
- サントリー
  - パーフェクトサントリービール
    - 『新登場』篇（2021年4月8日 - ） - 松嶋菜々子、霜降り明星•粗品と共演[109][110]
    - 『このビールは、2度驚く。』篇（2021年4月12日 - ） - 松嶋菜々子、霜降り明星•粗品と共演[109][110]
- Cygames「ウマ娘 プリティーダービー」
  - 「オグリちゃーーん! 」篇（2021年12月20日 - ）- 中村倫也と共演[111]
  - 「最大100連ガチャ無料」篇（2021年12月27日 - ）- 中村倫也と共演[112]
  - 「テイオーちゃーーん！」篇（2022年1月15日 - ）- 中村倫也、高城れにと共演[113]
  - 「1周年お祝い」篇（2022年2月24日 - ） - 中村倫也と共演[114]
  - 「武豊! たけーー大ジャンプ」篇・「ルメールも楽しメール!」篇（2022年4月10日 - ） - 中村倫也、武豊、クリストフ・ルメールと共演[115]
- 伊東園ホテルズ「通える温泉宿「おみそれしました」」篇（2022年10月 -  ） - オズワルド伊藤と共演[116]
- 愛知製鋼「鋼太郎篇」（2025年4月7日 - ）-   天野はなと共演

## 受賞
- 1998年 第6回読売演劇大賞 優秀男優賞
- 2000年 第36回紀伊國屋演劇賞 個人賞
- 2013年 第76回ザテレビジョンドラマアカデミー賞 助演男優賞 - 『カラマーゾフの兄弟』[117]
- 2014年 第64回芸術選奨文部科学大臣賞 演劇部門 - 『ヘンリー四世』[118]
- 2014年 東京ドラマアウォード2014 助演男優賞 - 『花子とアン』・『MOZU』[119]
- 2014年 第82回ザテレビジョンドラマアカデミー賞 助演男優賞 - 『花子とアン』[3]
- 2015年 GQ Men of the Year 2015[120]
- 2018年 第12回コンフィデンスアワード・ドラマ賞 助演男優賞　- 『おっさんずラブ』[121]
- 2018年 第97回ザテレビジョンドラマアカデミー賞　助演男優賞 - 『おっさんずラブ』[122]（なお、吉田が演じた“黒澤武蔵”が投稿していた設定のInstagram「武蔵の部屋」が特別賞（ザテレビジョン賞）を受賞した）
- 2018年 東京ドラマアウォード2018 助演男優賞 - 『おっさんずラブ』[123]